# Karl Staaf
Karl Staaf (Stockholm, 6 avril 1881 - Motala, 15 février 1953) est un ancien athlète et tireur à la corde suédois. Il a participé aux Jeux olympiques de 1900 et remporta la médaille d'or avec l'équipe mixte.